# Akysis ephippifer
Akysis ephippifer — вид риб з роду Akysis родини Akysidae ряду сомоподібні. Видова назва походить від латинських слів ephippium, тобто «сідло», та ferre — «нести».

## Опис
Загальна довжина сягає 3,4 см. Голова сильно сплощена. Морда округла. Очі невеличкі. Є 4 пари довгих вусів. На першій зябровій дузі є 3 зяброві тичинки. Тулуб помірно довгий. Скелет складається з 33 хребців. У спинному плавці є 5—6 м'яких променів, в анальному — 9—11. Грудні плавці витягнуті. На задньому краї грудного шипа є 3—4 опуклості. Самці мають більш укорочені черевні плавники і опуклий генітальний сосочок. Анальний плавець широкий. Хвостовий плавець виїмчастий.
Загальний фон світло-коричневий. За зябровою кришкою тягнеться широка хвиляста смуга коричневого кольору, яка йде через спинний та жировий плавці, заповзає трохи на хвостовий плавець гострим клином. Своєю формою нагадує сідло: звідси походить назва цього сома. На спинному плавці присутня одна тонка смуга, на хвостовому не менше 4. Решта плавців зафарбовано в велику цятку.

## Спосіб життя
Біологія вивчена недостатньо. Є демерсальною рибою. Воліє до прісної води. Зустрічається у середній течії, біля піщаного ґрунту. Активний у присмерку. Живиться дрібними водними безхребетними.

## Розповсюдження
Мешкає у басейні річки Меконг.